# Gonophora angusta
Gonophora angusta es una especie de insecto coleóptero de la familia Chrysomelidae. Fue descrita en 1917 por Gestro.